# 주민정
주민정(1994년 5월 28일 ~ )은 2011년 6월 1일부터 방영된 TvN 코리아 갓 탤런트 시즌 1에 출연하여 최종 우승한 팝핑 댄서 출신의 DJ이다.

## 바이오그래피

### 수상
- 2008년 아시아 댄스컨테스트 한국대표선발전 우승
- 2008년 제9회 여수 국제 청소년 축제 댄스경연대회 대상
- 2008년 하동 Cool Summer 섬진강 축제 영페스티벌 대상
- 2008년 광주 광산구청장배 무용대회 힙합부문 1위 전체부문 대상
- 2008년 광주 NURI 스타킹 대상
- 2008년 함양 산삼 축제 댄스경연대회 대상
- 2008년 나주예총 주최 나주문화축제 댄스대회 대상
- 2008년 해남 힙합페스티벌 대상
- 2008년 순창 댄스경연대회 대상
- 2008년 한국무용협회 무용콩쿠르 힙합부문 특상
- 2008년 전주 퓨전페스티벌 전라북도지사상
- 2008년 창원 동아리축제 경상남도교육감상
- 2008년 조선대학교 무용콩쿠르 힙합부분 특상
- 2009년 LG 드림페스티벌 댄스부문 대상
- 2009년 인천 세계도시축전 댄스컨테스트 대상
- 2009년 부산 크리스마스트리 문화축제 스타킹 대상
- 2009년 대구 한청문화제 댄스대회 대상
- 2009년 아산 프린지페스티벌 대상
- 2009년 철원 힙합 페스티벌 대상
- 2009년 김제 지평선 축제 댄스부문 대상
- 2009년 황토현 동학축제 댄스대회 대상
- 2009년 고창 복분자 축제 댄스경연대회 대상
- 2009년 코엑스몰 연말결산 댄스대회 대상
- 2009년 용인 KOREA CLUB FESTIVAL 최우수상
- 2010년 여수 국제 댄스 경연대회 대상 (국무총리상)
- 2010년 아시아 댄스 컨테스트 한국대표선발선 퍼포먼스상
- 2010년 서울 메트로 댄스경연대회 통합대상
- 2010년 LG 드림페스티벌 댄스부문 금상
- 2010년 청계천 JOB FAIR 댄스대회 대상
- 2010년 대구 연등축제 댄스대회 대상
- 2010년 천안 판 페스티벌 댄스대회 대상
- 2010년 임실 오수의견문화제 댄스대회 대상
- 2010년 JAM ON THE SQUARE 퍼포먼스부문 2위
- 2010년 SUPER TEENAGER 퍼포먼스부문 2위
- 2011년 TvN 코리아 갓 탤런트 시즌 1' 우승[1] <동영상>

### 광고
- 2011년 KIA 자동차 DUBSTEP CONTEST 바이럴광고 촬영 <동영상>
- 2013년 뉴발란스 574 ID BACKPACK <동영상>
- 2014년 스와로브스키 슬레이크 댄스 - 주민정 ver. <동영상>
- 2014년 코오롱스포츠 다운재킷 EXO 안타티카 vs 뉴벤텀 <동영상>

### 뮤직비디오
- 2014년 보이프렌드 3rd 미니앨범 《Witch》

### 방송
- 2011년 : tvN 코리아 갓 탤런트
- 2011년 : tvN 백지연의 피플 INSIDE
- 2011년 : tvN 현장토크쇼 TAXI
- 2015년 : MBC 무한도전 영동고속도로 가요제 (with 상주나 (정준하,윤상)}
- 2017년 : 네이버TV 막 지르는 소녀들